# 氣多大社
氣多大社（けたたいしゃ）是位在日本石川縣羽咋市的神社。為式內社（名神大社）、能登國一宮、舊社格為國幣大社。受到畠山氏・前田氏等歷代領主的崇敬。現在和神社本廳對於包括關係解消正在爭執中。舊稱氣多大神宮、氣多神社。

## 關連項目
- 越國
- 氣多神社
- 氣多本宮

## 外部連結
- 気多大社